# Гномчета вкъщи
„Гномчета вкъщи“ (на английски: Gnome Alone) е канадско-американска компютърна анимация от 2017 година на режисьора Питър Лепениотис, по сценарий на Майкъл Шварц, Зина Зафлоу и Робърт Морланд. Филмът първоначално е пуснат на 2 ноември 2017 г. в Кипър, Гърция, Румъния и Израел. Продуциран от Vanguard Animation и 3QU Media, озвучаващия състав се състои от Беки Джи, Джош Пек, Оливия Холт, Джордж Лопес, Патрик Стъмп и Дейвид Коехнер.

## Озвучаващ състав
| Изпълнител          | Персонаж                                                                 |
| ------------------- | ------------------------------------------------------------------------ |
| Беки Джи            | Клоуи                                                                    |
| Джош Пек            | Лиам                                                                     |
| Тара Стронг         | Катрин (майка на Клоуи)                                                  |
| Оливия Холт         | Британи (популярното момиче в новото училище на Клоуи)                   |
| Дейвид Коехнер      | Замфир (гном, който се сприятелява с Клоуи и Лиам))                      |
| Джеф Дънам          | Куиксилвър (стария гном)                                                 |
| Патрик Стъмп        | Алфа, Браво и Чарли (три гномчета, които се сприятеляват с Клоуи и Лиам) |
| Наш Гриър           | Трей (момчето от новото училище на Клоуи)                                |
| Медисън де ла Гарца | Тифани и Челси (сестри близначки, приятелки на Британи)                  |
| Джордж Лопес        | Зук (водачът на гномчетата)                                              |
| Фред Тарашор        | Трокси и Мега Трок (злите създания)                                      |

## Продукция
Продукцията на „Гномчета вкъщи“ започна в Cinesite в Монреал. Озвучаващия състав включва Беки Джи, Джош Пек, Оливия Холт, Джордж Лопес и Патрик Стъмп, докато Джон Х. Уилямс ще продуцира филма чрез компанията му 3QU Media, в който ще финансира филма. На 28 юни 2017 г., е съобщено, че новата разпространяваща компания Smith Global Media поддържа правата на анимационния филм. Трейлърът е пуснат на 13 юли.

## Пускане
Филмът е насрочен да бъде пуснат на 13 октомври 2017 г., но на 12 октомври 2017 г., филмът е преместен на 2 март 2018 г. Въпреки това, филмът не е пуснат на тази дата. Филмът е пуснат на 20 април 2018 г. в Латинска Америка, Европа и Азия, а на 19 октомври 2018 г. е пуснат чрез стримийнг платформата Netflix.

## В България
В България филмът е пуснат по кината на 16 февруари 2018 г. от „Про Филмс“.
През 2018 г. е излъчен за първи път по bTV Comedy, а през 2019 г. е излъчен и по Vivacom Arena, и през 2020 г. по SuperToons.
| Роля          | Изпълнител |
| ------------- | --- |
| Клоуи         | Татяна Етимова |
| Лиъм          | Петър Бонев |
| Катрин        | Вилма Карталска |
| Други гласове | Даниела Горанова Сотир Мелев Виктор Иванов Кръстина Кокорска Мартин Димитров Петър Калчев Николай Върбанов Станислав Пищалов Росен Русев Момчил Степанов Иван Петрушинов |

| Обработка           | студио „Про Филмс“ |
| ------------------- | ------------------ |
| Режисьор на дублажа | Николина Петрова   |